# Armoiries de la Saskatchewan
Les armoiries de la Saskatchewan fut octroyé par décret royal du roi Édouard VII, le 25 août 1906.

## Description
Elles emploient les couleurs provinciales : vert et or. 
Sur le champ d'or, on peut voir un lion passant d'or, symbole de l'Angleterre. Les trois bottes de blé représentent l'agriculture très développée dans la Saskatchewan. 
Le reste du blason fut sollicité par le gouvernement provincial en 1985, année de la commémoration du patrimoine de la Saskatchewan, et octroyé par la reine Élisabeth II, le 16 septembre 1986. 
Le casque supérieur est doré, il est orienté vers la gauche, une claire allusion au statut co-souverain de la province dans la confédération. La crête prend la forme d'un castor, l'animal officiel du Canada, portant un lilas rouge occidental, la fleur typique de la Saskatchewan. Pour finir, la couronne représente la souveraineté royale. 
Les supportants, un lion royal à gauche, et un cerf à droite ; ils font allusion aux premières nations, desquelles émergent la Saskatchewan.
La devise est Multis e gentibus vires - la force de plusieurs peuples.